# Cross Ange
Cross Ange: tenshi to ryū no rondo (クロスアンジュ 天使と竜の輪舞?, Kurosu Anju tenshi to ryū no rondo, lett. "Cross Ange: il rondò di angeli e draghi") è una serie televisiva anime di genere drammatico e mecha diretta da Yoshiharu Ashino e prodotta da Sunrise, trasmessa in Giappone tra il 4 ottobre 2014 e il 28 marzo 2015. Due adattamenti manga hanno avuto inizio rispettivamente ad agosto e ottobre 2014, mentre un videogioco per PlayStation Vita basato sulla serie è stato pubblicato il 28 maggio 2015.

## Trama
L'impero Misurugi è una specie di utopia basata sull'utilizzo del Mana. La sua prima principessa, Angelise Ikaruga Misurugi, è ben voluta dal popolo e un giorno sarà colei che indosserà la corona. Tuttavia, prima che ciò accada, viene a galla una scioccante verità: Angelise è in realtà una Norma, cioè un'esistenza anomala che non può usare il Mana. Siccome i Norma sono considerati degli eretici e vengono quindi trattati dalle persone come delle "cose" piuttosto che degli esseri umani, Angelise viene esiliata su un'isola sperduta dove incontra un gruppo di ragazze come lei che non sanno fare altro che combattere: queste ragazze infatti passano i loro giorni a guidare robot umanoidi, chiamati "Para-mail", per far fronte all'invasione di draghi enormi provenienti da un'altra dimensione per proteggere le città utopiche degli umani da cui sono costrette a prendere ordini.

## Personaggi

### Arzenal
I personaggi elencati di seguito risiedono nell'Arzenal, il quartier generale dei Norma. È l'unico luogo in cui esse possano abitare lontane dalle persecuzioni degli umani che usano il mana. Tale base fu costruita apposta per addestrare i Norma da mandare in combattimento contro i draghi.

Ange a bordo del Villkiss

Angelise Ikaruga Misurugi (アンジュリーゼ・斑鳩・ミスルギ?, Anjurīze Ikaruga Misurugi)
Doppiata da: Nana Mizuki
La prima principessa dell'impero Misurugi. Ha sedici anni ed è una Norma cresciuta con la convinzione di poter usare il Mana. Più tardi si rivelerà essere l'unica in grado di usare il Para-mail Villkiss.
Salia Tereshkova (サリア・テレシコワ?, Saria Tereshikowa)
Doppiata da: Eri Kitamura
Il capo della divisione (il sottufficiale o caporale dell'unità di Angelise).
Hilda (ヒルダ?, Hiruda) / Hildegard Schlievogt (ヒルデガルト・シュリーフォークト?, Hiruda Hirudegaruto Shurīfōkuto)
Doppiata da: Yukari Tamura
Un soldato della prima unità dai lunghi capelli rossi raccolti in due code di cavallo. È l'amante del capitano Zola, con la quale ha una relazione al solo fine di tornare alla capitale e ritrovare la madre. Coglie l'occasione quando arriva Angelise, anche lei desiderosa di raggiungere la stessa meta.
Vivian (ヴィヴィアン?) / Mii (ミィ?)
Doppiata da: Hōko Kuwashima
Una giovane recluta dell'Arzenal dai corti capelli rossi. Si scoprirà essere un dragon e una sopravvissuta di uno stormo sconfitto tempo addietro. Essendo ancora giovane, Vivian non ha memoria di quello che accadde, quando era un dragon, ne era al corrente di esserlo poiché era guidata dall'istinto. E' tramite lei che tutte le ragazze dell'Arzenal, scoprono che i dragon non sono comuni bestie. In realtà Jill e Maggy ne erano al corrente, ma non dissero nulla per non creare il panico, e fare ricerche sul loro comune nemico. A fine serie, Vivian incontra suo padre, rivelandosi un gigantesco dragon rosso scuro con otto occhi.
Rosalie (ロザリー?, Rozarī)
Doppiata da: Kaori Ishihara
Un soldato dai capelli corti di colore arancione.
Ersha (エルシャ?, Erusha)
Doppiata da: Ami Koshimizu
Un soldato dai lunghi capelli rosa.
Chris (クリス?, Kurisu)
Doppiata da: Yui Ogura
Un soldato dai capelli argentati raccolti in una treccia. Di solito è timida e introversa.
Jill (ジル?, Jiru) / Alektra Maria von Loewenherz (アレクトラ・マリア・フォン・レーベンヘルツ?, Arekutora Maria fon Rēbenherutsu)
Doppiata da: Takako Honda
Il comandante di Arzenal. Ha un braccio meccanico a causa di un combattimento avvenuto da giovane quando era ancora alla guida del Villkiss.
Emma Bronson (エマ・ブロンソン?, Ema Buronson)
Doppiata da: Yukana
L'unica utilizzatrice del Mana di Arzenal, nonché il vice comandante di Jill. Prende le regole molto seriamente. Alla fine della serie è la sola umana insieme alla domestica Momoka a trasferirsi sul pianeta terra.
Mei (メイ?)
Doppiata da: Mai Fuchigami
Un membro del personale tecnico responsabile della manutenzione dei Para-mail.
Maggy (マギー?, Magī)
Doppiata da: Megumi Toyoguchi
L'esperta di riparazione cibernetica, nonché l'unico medico sull'isola. Si eccita sempre alla vista del sangue.
Jasmine (ジャスミン?, Jasumin)
Doppiata da: Sakiko Tamagawa
La proprietaria del negozio "Jasmine Mall" di Arzenal. Vende tutto quello che una Norma possa possedere.
Zola Axberg (ゾーラ・アクスバリ?, Zōra Akusubari)
Doppiata da: Michiko Neya
Il capitano (l'ufficiale in comando dell'unità di Angelise). È un'edonista con un debole per i nuovi cadetti. Il suo occhio destro è artificiale.
Coco Reeve (ココ・リーブ?, Koko Rību)
Doppiata da: Ayumi Tsuji
Un nuovo cadetto che idolatra Angelise.
Miranda Campbell (ミランダ・キャンベル?, Miranda Kyanberu)
Doppiata da: Minori Chihara
Un altro nuovo cadetto che insegna ad Angelise come fare acquisti.
Tusk (タスク?, Tasuku)
Doppiato da: Mamoru Miyano
Ultimo membro della resistenza contro Embryo e gli umani dotati di Mana. Figlio di una Norma e di un uomo della vecchia razza. Gli è stato insegnato fin da piccolo a sopravvivere e a conoscere la veria storia del mondo. I suoi genitori combatterono e diedero la vita per rubare il Villkiss, la sola arma che li avrebbe finalmente liberati dalla tirannia del mondo umano. Con la morte dei suoi ultimi compagni, Tusk rimase infine da solo, nascondendosi in un'isola continuando a spiare il mondo degli uomini, in attesa che giungesse la Norma in grado di pilotare il Villkiss e muovere guerra al mondo e fermare Embryo. Consce infine Angelise e col tempo se ne innamora, benché lei, all'inizio, per il suo modo impacciato di finirle sempre addosso, lo consideri solo un pervertito.
Pamela (パメラ?, Pamera)
Doppiata da: Junko Hatsuya
Hikaru (ヒカル?)
Doppiata da: Nanako Mori
Olivier (オリビエ?, Oribie)
Doppiata da: Nao Tōyama
Eleanor (エレノア?, Erenoa)
Doppiata da: Ikumi Hayama

### Impero Misurugi
Jurai Asuka Misurugi (ジュライ・飛鳥・ミスルギ?, Jurai Asuka Misurugi)
Doppiato da: Kōichi Yamadera
Il padre di Angelise. Viene giustiziato dopo che si viene a sapere che aveva tentato di proteggere sua figlia nonostante il fatto che fosse una Norma.
Sophia Ikaruga Misurugi (ソフィア・斑鳩・ミスルギ?, Sofia Ikaruga Misurugi)
Doppiata da: Megumi Hayashibara
La madre di Angelise. Dopo la scoperta che sua figlia è una Norma, tenta invano di farla fuggire e così si sacrifica per salvarle la vita.
Julio Asuka Misurugi (ジュリオ・飛鳥・ミスルギ?, Jurio Asuka Misurugi)
Doppiato da: Kōsuke Toriumi
Il fratello maggiore di Angelise. È il responsabile della scoperta da parte del popolo della vera natura di sua sorella. Successivamente tenterà persino di ucciderla. Meschino, infantile e subdolo, Julio non prova pietà per la morte di suo padre, che considerava un folle, ma resta sconvolto per quella della madre. È convinto che lei volesse più bene ad Angelise che a lui. Credendo che sua sorella fosse ancora viva ai confini del mondo umano, lascia fuggire Momoka affinché raggiungesse la base dei Norma e la trovasse, con l’intento di attirarla in una trappola, grazie alla complicità della sorella, per poi giustiziarla sommariamente. Julio manifesta così tutto il suo disprezzo e disgusto verso Angelise, che non considera più parte della famiglia. Tuttavia, Angelise riesce a scappare, ferendolo a una guancia, e giura di ucciderlo per vendicarsi della distruzione della loro famiglia, causata proprio da lui.
Sylvia Ikaruga Misurugi (シルヴィア・斑鳩・ミスルギ?, Shiruvia Ikaruga Misurugi)
Doppiata da: Nao Tōyama
La sorella minore di Angelise. A causa di una caduta da cavallo da piccola, non è più in grado di camminare. Quando scopre che la sorella è una Norma, viene persuasa dal fratello a tentare di ingannarla e poi ucciderla. Nonostante le apparenze in realtà Sylvia ha fatto finta di rimanere paralizzata per conitnuare ad essere vizziata e che può camminare perfettamente. Alla fine della serie Angelise si trasferisce sulla terra mentre lei rimane sull'altro pianeta. Incoraggiata delle parole di sua sorella di camminare con le proprie forze, raccoglie i superstiti umani, salvatisi dalla catastrofe, non più in grado di utilizzare il mana, per ricominciare a costruire il loro mondo senza più essere guidati da Embryo.
Riza Randog (リィザ・ランドッグ?, Rīza Randoggu) / Lizardia (リザーディア?, Rizādia)
Doppiata da: Yukana
Momoka Oginome (モモカ・荻野目?)
Doppiata da: Sumire Uesaka
La cameriera personale di Angelise. È talmente fedele alla sua padrona che, sebbene sia venuta a galla la verità sul fatto che sia una Norma, la raggiunge ed insiste per restare comunque insieme a lei. Quando i soldati dell'impero arrivano per portarla via dall'isola ed ucciderla, Angelise la compra per permetterle di sopravvivere.

### Rosenblum
Misty Rosenblum (ミスティ・ローゼンブルム?, Misuti Rōzenburumu)
Doppiata da: Mariya Ise

### Altri personaggi
Salamandinay (サラマンディーネ?, Saramandīne)
Doppiata da: Yui Horie
Embryo (エンブリヲ?, Enburiwo)
Doppiato da: Toshihiko Seki
Antagonista principale. È una sorta di Dio il cui corpo risiede in un’altra dimensione, motivo per il quale non può essere ucciso. Sfrutta la madre dei Dragon per avere il mana. S’innamorerà di Angelise, proverà per lei una sorta di ossessione affermando di averla aspettata per migliaia di anni.

## Terminologia
Mana
È la fonte principale di energia che usano gli umani per fare funzionare le città. Poiché gli umani sono in grado di manipolarla a piacimento, essa viene usata anche per usi quotidiani. Questo permise agli umani di vivere una vita agiata senza preoccupazioni. Il segreto del mana è che in realtà esso è ricavato dai Dragon uccisi dai Norma, i quali successivamente vengono recuperati e portati in un laboratorio sotterraneo dove è celato il primo Dragon: Aura il quale esso è la fonte principale di energia del mana.
Umani
abitano in maestose città futuristiche. Gli umani qui possiedono il dono del Mana: capacità di manipolare l'energia e di poterla utilizzare per qualsiasi uso quotidiano. Essi sono ignari a differenza del loro governo che i Norma vengono usati per difendere le loro città dai Dragon, poiché la popolazione non è a conoscenza della loro esistenza. Tali umani sono discendenti di un gruppo ristretto di persone abiette che si trasferirono in un'altra dimensione dopo che il pianeta terra divenne inabitabile a causa delle esplosioni nucleari.
Norma
una bassa percentuale di individui incapaci di usare il mana. Tali individui sono esclusivamente femmine. Quando nella società umana viene trovato tale bambina essa viene immediatamente isolata e allontanata dalla propria famiglia e spedita infine in esilio ai confini del mondo dove viene addestrata come soldato per proteggere il mondo umano dai Dragon. I Norma sono visti con paura e disprezzo dagli umani che li considerano mostri violenti e pericolosi. La verità che i governi degli uomini tengono nascosta è che il ruggito dei Dragon emana un'onda sonora che manda in tilt il sistema nervoso degli umani dotati di mana portandoli alla pazzia, poiché essa è legata al mana, e solo i Norma possono combatterli in quanto essi ne sono immuni.
Dragon
sono le principali creature che vengono affrontate dalle protagoniste nella storia. Benché all'inizio vengano considerati solo bestie pericolose, si scopre infine che essi sono membri del vecchio pianeta terra e che hanno deciso di invadere il mondo umano poiché essi hanno rapito il primo Dragon: Aura e usarlo come principale fonte di energia del mana, intenti più che mai a salvarlo. Viene rilevato che i Dragon sono discendenti dei vecchi umani che furono abbandonati sulla terra dopo i disastri nucleari della terza guerra mondiale. Per sopravvivere essi dovettero sottoporsi a svariate modifiche genetiche acquisendo così la capacità di trasformarsi in draghi. Il primo di loro ad ottenere tale capacità fu Aura, il più maestoso e potente fra i Dragon. Le femmine Dragon possono trasformarsi in Draghi e tornare umane a piacimento. Il maschio rimane Dragon in forma permanente. Ciò fu dovuto ad una loro scelta di divorare tutte le piante e le scorie radioattive che stavano facendo morire il pianeta, per poterlo purificare.
Vecchia razza
sono gli umani che vivevano nel vecchio mondo. Anch'essi riuscirono ad andare nell'altra dimensione insieme al gruppo di umani d'elite ma furono ben presto soppressi dagli umani dotati di mana. La vecchia razza non accettò di rimanere isolata aspettando l'estinzione e iniziò una guerra spietata contro gli umani dotati di mana per avere un loro posto nel nuovo mondo. Dopo una guerra durata svariati anni contando un numero elevato di vittime da entrambe le parti, la vecchia razza riuscì ad infiltrarsi nella base degli umani dotati di mana impossessandosi del Villkiss leggendario, battendo infine il ritirata. Arrivando ai confini del mondo umano essi incontrarono i Norma i quali instaurarono un'alleanza reciproca con lo scopo di distruggere i governi dei nuovi umani per liberarsi dalla loro oppressione. Essi lasciarono il Villkiss nelle mani dei Norma affinché uno di loro possedesse il dono di controllarlo poiché solo con esso avrebbero avuto una possibilità di vittoria.

## Media

### Manga
Un adattamento manga di Kenjirō Takeshita ha iniziato la serializzazione sul sito ComicWalker di Kadokawa il 3 agosto 2014. Il primo volume tankōbon è stato pubblicato il 10 dicembre 2014 e al 10 marzo 2015 ne sono stati messi in vendita in tutto due. Un altro adattamento manga, intitolato Cross Ange: tenshi to ryū no ecole (クロスアンジュ 天使と竜の学園?, Kurosu Anju tenshi to ryū no ekōru, lett. "Cross Ange: la scuola di angeli e draghi") e illustrato da Osaji, ha avuto inizio sempre su ComicWalker il 5 ottobre 2014. Un volume tankōbon è stato pubblicato il 10 febbraio 2015.

### Anime
La serie televisiva anime, prodotta da Sunrise e diretta da Yoshiharu Ashino, è andata in onda dal 4 ottobre 2014 al 28 marzo 2015. Le sigle di apertura e chiusura sono rispettivamente Kindan no resistance (禁断のレジスタンス? lett. "Resistenza proibita") di Nana Mizuki e Rinrei (凛麗?) di Eri Kitamura, per poi cambiare dall'episodio tredici in Shinjitsu no mokushiroku (真実の黙示録? lett. "La rivelazione della verità") di Yōko Takahashi e Shūmatsu no love song (終末のラブソング? lett. "La canzone d'amore della fine") di Nana Mizuki. Sentai Filmworks ha acquistato i diritti di distribuzione digitale e home video in America del Nord, mentre Madman Entertainment ha trasmesso la serie in streaming in Australia e Nuova Zelanda. Gli episodi sono stati trasmessi in streaming in simulcast anche da Crunchyroll in America del Nord e altre parti del mondo.

#### Episodi
| Nº | Titolo italiano (traduzione letterale) Giapponese 「Kanji」 - Rōmaji | In onda          | In onda |
| Nº | Titolo italiano (traduzione letterale) Giapponese 「Kanji」 - Rōmaji | Giapponese       |         |
| 1  | La principessa decaduta 「堕とされた皇女」 - Otosareta kōjo | 4 ottobre 2014   |         |
| 1  | In un mondo apparentemente idilliaco, in cui ogni persona è in grado di usare la magia, il mondo è in realtà spaccato tra coloro che possiedono questo dono e una ristretta percentuale di donne, dette Norma, che invece ne sono prive, ghettizzate e trattate alla stregua di criminali. Angelise, secondogenita della famiglia imperiale di Mitsurugi, il giorno del suo ingresso in società viene tradita dal fratello maggiore Julio, che la smaschera pubblicamente come Norma accusando inoltre i genitori nell'aver cospirato per nascondere la verità. L'imperatore viene arrestato, mentre l'imperatrice, nel tentativo di proteggere la figlia, viene uccisa dalle sue stesse guardie, e mentre Julio sale al trono Ange, come tutte le Norma, viene confinata su Arzenal, un'isola-penitenziario governata dal Comandante Jill. |                  |         |
| 2  | Uno spirito ribelle 「まつろわぬ魂」 - Matsurowanu tamashii | 11 ottobre 2014  |         |
| 2  | In un'isola in cui il suo rango non conta nulla, Angelise, ribattezzata Ange, scopre che l'unico scopo delle Norma è combattere una miriade di draghi che periodicamente appaiono nel loro mondo alla guida di potenti mecha trasformabili, i para-mail, missioni pericolosissime a cui poche sopravvivono. Assegnata alla squadra del Comandante Zola, rifiuta in ogni modo di farsi accomunare alle altre Norma, tanto che durante la sua prima missione tenta immediatamente la fuga. |                  |         |
| 3  | Il risveglio del Villkiss 「ヴィルキス覚醒」 - Virukisu kakusei | 18 ottobre 2014  |         |
| 3  | Il tentativo di fuga di Ange, cui si aggiunge il suo terrore alla vista dei draghi, hanno come risultato la morte di due cadette, Coco e Miranda, nonché dello stesso Zola, che si sacrifica per salvarle la vita. Sconvolta e privata della voglia di vivere, Ange vorrebbe suicidarsi, e Jill le permette di esaudire il proprio desiderio a condizione che lo faccia combattendo, e per sostituire il para-mail andato distrutto gliene dona uno nuovo, il Vilkiss. Alla ricomparsa dei draghi, Ange è sul punto di mettere in atto i suoi propositi, ma alla fine, ricordando le ultime parole della madre, sceglie di vivere, e liberato il potere del Vilkiss sconfigge da sola l'intera orda nemica. |                  |         |
| 4  | Una rivolta in solitaria 「ひとりぼっちの反逆」 - Hitoribocchi no hangyaku | 25 ottobre 2014  |         |
| 4  | Ange, tramutatasi da principessa egoista a cinica soldatessa, diviene una vera maestra nella guida del Vilkiss, ma non volendo avere nulla a che fare con le altre Norma agisce in modo del tutto arbitrario durante i combattimenti, accaparrandosi quasi tutti i premi in denaro riservati ai piloti che portano a termine le proprie missioni e lasciando alle altre le briciole. Ciò, unito all'accusa di aver provocato la morte di Zola, le attira l'odio di alcuni membri della squadra, a cominciare dalla veterana Hilda e dalle sue due tirapiedi, Chris e Rosalie. Determinata ad uccidere l'odiata rivale, Hilda sabota il Vilkiss, che durante la missione successiva va in avaria precipitando su di un'isola deserta. |                  |         |
| 5  | Ange, dispersa 「アンジュ、喪失」 - Anju, sōshitsu | 1º novembre 2014 |         |
| 5  | Ange, sopravvissuta alla trappola di Hilda, scopre al risveglio di essere stata salvata da Tusk, un ragazzo che da diverso tempo ha tagliato i ponti con la civiltà ritirandosi su quell'isola. Tusk si offre di riparare il Vilkiss, e anche se in un primo tempo la convivenza tra i due è decisamente complicata pian piano cominciano ad andare d'accordo, tanto che, quando Ange riesce infine a fare rientro ad Arzenal, Tusk decide segretamente di seguirla. |                  |         |
| 6  | Arriva Momoka! 「モモカが来た！」 - Momoka ga kita! | 8 novembre 2014  |         |
| 6  | Momoka, la cameriera personale di Ange, arriva ad Arzenal per poter stare con lei, ma Ange, ormai irrimediabilmente diversa da come Momoka la ricordava, la tratta con freddezza. Momoka però non si arrende, e con il passare del tempo riesce a ricostruire il legame tra sé stessa e la sua padrona, tanto che Ange, avendo appreso che il destino dell'amica è di venire uccisa per mantenere il segreto circa l'esistenza di Arzenal e dei draghi, usa tutti i soldi guadagnati fino a quel momento per riscattarla salvandole la vita. |                  |         |
| 7  | La malinconia di Salia 「サリアの憂鬱」 - Saria no yūutsu | 15 novembre 2014 |         |
| 7  | Salya, che dalla morte di Zola ha assunto la guida della squadra, si trova sempre più in difficoltà con Ange a causa del suo comportamento individualista e irrispettoso della sua autorità. Quando poi Ange si ammala, Salya ha finalmente modo di testare sul campo la guida di una squadra compatta e coordinata, ma i suoi sforzi vengono vanificati dalla comparsa di un drago molto potente e pericoloso che mette tutte in pericolo. Ange, informata dell'accaduto, decide inaspettatamente di correre in aiuto delle compagne, salvando loro la vita e ponendo così fine agli attriti interni alla squadra. Tuttavia, da Mitsurugi, giunge all'improvviso un messaggio di aiuto da parte di Sylvia, la sorella minore di Ange, che afferma di essere in pericolo. |                  |         |
| 8  | Bikini Escape 「ビキニ・エスケイプ」 - Bikini Esukeipu | 22 novembre 2014 |         |
| 8  | Ad Arzenal arriva il Giorno della Festa, l'unico giorno dell'anno in cui alle Norma è consentito vivere una vita normale lontane dai campi di battaglia. Ange, però, vuole assolutamente rispondere alla richiesta di aiuto della sorella, e quando Misty, amica di vecchia data della principessa, giunge sull'isola per incontrarla, Ange e Momoka riescono a sequestrare lei ed il suo aereo e a fare ritorno sul continente; ciò si rivela possibile grazie anche all'inatteso aiuto di Hilda, che si unisce alla fuga nella speranza di poter fare ritorno da sua madre. |                  |         |
| 9  | La città natale del tradimento 「裏切りの故郷」 - Uragiri no furusato | 29 novembre 2014 |         |
| 9  | Ange e Momoka, tradite da una vecchia amica della principessa, riescono non senza difficoltà a raggiungere il palazzo imperiale, ma una volta qui Ange scopre con sgomento che la richiesta di aiuto da parte di Sylvia era solo una trappola, e che in realtà la sorella ha complottato con Julio, ora divenuto imperatore, per ucciderla. Hilda, invece, riesce a tornare dalla madre, solo per scoprire che questa l'ha completamente dimenticata, al punto di scacciarla in malo modo dopo averla riconosciuta. Sconvolta, viene infine trovata e selvaggiamente pestata da alcune guardie per poi essere rimandata ad Arzenal. |                  |         |
| 10 | L'addio al patibolo 「絞首台からサヨナラを」 - Kōshu-dai kara sayonara o | 6 dicembre 2014  |         |
| 10 | Ange, seviziata e fustata a più riprese dalla sorella, che la accusa di aver provocato la morte dei genitori, viene infine condannata a morte. Il giorno dell'esecuzione, di fronte ad una folla urlante e succube dell'imperatore, la ragazza e Momoka vengono però salvate da Tusk e riportate su Arzenal, anche se come punizione per aver tentato la fuga Ange viene sbattuta in cella di isolamento. In prigione assieme ad Hilda, Ange, presa piena coscienza tanto della sua natura di Norma quanto della profonda bassezza della civiltà umana, rivela all'amica di aver deciso che un giorno distruggerà il mondo. |                  |         |
| 11 | Il canto del drago 「竜の歌」 - Ryū no uta | 13 dicembre 2014 |         |
| 11 | Silvya scopre che Lizardia, la segretaria del fratello, possiede strani e misteriosi poteri, ed ha Julio in proprio potere, ma viene ridotta al silenzio prima che possa rivelarlo a qualcuno. Poco dopo, Arzenal viene attaccata da uno sterminato esercito di draghi, in mezzo ai quali però compaiono anche alcuni para-mail mai visti prima. Uno di essi, in particolare, si rivela molto pericoloso, tanto da riuscire con un solo colpo a spazzare via quasi metà dell'isola. Salya, disobbedendo agli ordini, tenta di affrontarlo con il Vilkiss, ma si rende conto con grande delusione di non essere in grado di usarlo al meglio, tanto da rischiare di venire uccisa. Ange, evasa di prigione, la salva appena in tempo e combatte il mezzo nemico, riuscendo grazie alla Canzone Eterna appresa dalla madre a sprigionare il vero potere del Vilkiss, parificando ed annullando quello dell'avversaria, una ragazza di noma Salamandinay che, a quel punto, ordina la ritirata. |                  |         |
| 12 | Il passato del suo braccio destro 「右腕の過去」 - Migiude no kako | 20 dicembre 2014 |         |
| 12 | Jill, interpellata da Ange, rivela che dietro l'attuale ordine mondiale che regola il mondo vi è in realtà una specie di loggia massonica, raccolta attorno ad un uomo di nome Embryo, il quale, come un deus ex machina, al termine di una lunga guerra che aveva quasi sterminato la razza umana ha plasmato a proprio piacimento l'intera civiltà ordinandola secondo regole precise, su tutte quella della distinzione discriminatoria tra umani e Norma. Già in passato i Norma avevano tentato di ribellarsi usando il Vikliss, in realtà un Ragna-Mail risalente alla prima civiltà, ma la loro ribellione, ribattezzata Libertus, e al cui comando vi era stata la stessa Jill, era stata soffocata nel sangue, e ora sarà Ange a doversi assumere tale compito. In quel momento, un drago compare dal nulla proprio all'interno della base, e quando il drago in questione si rivela essere la piccola Vivian Ange e le altre si rendono contro, sgomente, che i draghi altro non sono che esseri umani provenienti da un'altra dimensione. |                  |         |
| 13 | Arzenal in fiamme 「武器工廠、炎上」 - Aruzenaru, enjō | 3 gennaio 2015   |         |
| 13 | Prima che Ange e le altre possano metabolizzare le ultime scoperte Arzenal viene attaccata da una gigantesca flotta agli ordini di Julio inviata a sterminare l'intera popolazione dell'isola. La maggior parte delle Norma vengono uccise, alcune, come Ersha, Salya e Chris sono catturate, mentre poche altre, attraverso un passaggio segreto, raggiungono il sommergibile Aurora, nascosto nel sottosuolo di Arzenal, con il quale riescono a fuggire. Ange, nel tentativo di fermare il massacro, stana il fratello, ma prima che possa ucciderlo si trova a dover fare i conti con lo stesso Embryo, che prima stermina di sua mano la flotta umana e quindi combatte contro Ange. Prima che possa ucciderla, però, il Vilkiss attiva volontariamente un altro dei suoi molti poteri, e la ragazza, assieme a Tusk e Vivian, scompare nel nulla. |                  |         |
| 14 | Ange e Tusk 「アンジュとタスク」 - Anju to Tasuku | 10 gennaio 2015  |         |
| 14 | Ange, Tusk e Vivian, tornata in forma di drago, si risvegliano in un mondo post-apocalittico, che scoprono ben presto essere stato dilaniato da una guerra nucleare che ha portato la razza umana all'estinzione. Convinti di essere finiti nel futuro, e di essere gli ultimi uomini sulla Terra, Ange e Tusk, dopo i primi dissapori, sviluppano un legame sempre più profondo, che li porta infine a dichiararsi reciproco amore e a scambiarsi un bacio appassionato. Tuttavia, proprio sul più bello, i due vengono raggiunti e catturati dai draghi, capendo quindi di essere finiti non in un'epoca lontana ma in un'altra dimensione, quella dei loro nemici. |                  |         |
| 15 | Un'altra Terra 「もう一つの地球」 - Mōhitotsu no Chikyū | 17 gennaio 2015  |         |
| 15 | Ange, Tusk e Vivian vengono portati nella capitale della civiltà dei draghi, dove incontrano Salamandinay (che ange in seguito soprannominerà Salako). I draghi, nonostante la guerra in corso, si mostrano gentili e disponibili nei loro confronti, ma Ange, determinata più che mai a tornare a casa, è al contrario estremamente sospettosa, tanto che alla prima occasione sequestra Salako per costringerla a rivelarle un modo di fare ritorno nel suo mondo. Salako, però, invece di dirle come tornare indietro le racconta l'origine della guerra tra i loro mondi, rivelandole come quello in cui si trovano sia in realtà la casa natale degli umani, ovvero la Terra. Secoli prima la scoperta del Dragonium, una nuova e potente fonte di energia, aveva portato ad una nuova corsa agli armamenti e ad una conseguente terza guerra mondiale, che aveva avuto come risultato lo sterminio quasi totale della razza umana. Parte dei sopravvissuti, i più abbienti, sotto la guida di Embryo si rifugiarono nella dimensione parallela, mentre i restanti, mutati dal dragonium come tutto il resto del pianeta, furono abbandonati a loro stessi sulla Terra. Inoltre, prima di andarsene, Embryo portò con sé Aura, il primo e più potente dei draghi, usandola come motore per alimentare la Luce del Mana. In ciò, infatti, sta l'origine della guerra tra i due mondi, poiché se da una parte Salako e i draghi vogliono liberare la loro progenitrice, dall'altra Embryo e gli umani necessitano del dragonium contenuto nei draghi uccisi per alimentare e tenere in vita Aura, così da preservare il Mana. |                  |         |
| 16 | Fronte risonante 「共鳴戦線」 - Kyōmei sensen | 24 gennaio 2015  |         |
| 16 | Ange, di fronte alle rivelazioni sulla vera natura del suo mondo, comincia a domandarsi quale sia lo schieramento giusto in cui stare, e al termine di una lunga quanto esilarante sfida con Salako a colpi di vari sport capisce che i draghi, dopotutto, sono la scelta migliore. All'improvviso, però, la capitale viene devastata dalla comparsa di un'anomalia dimensionale creata da Embryo, che ingrandendosi sempre di più inizia a radere al suolo la città facendo strage dei suoi abitanti. Quando la madre di Vivian, cui la ragazzina era stata riunita dopo aver scoperto di provenire dalla Terra, rimane ferita dal crollo di un edificio, Ange, malgrado il Vilkiss sia rimasto danneggiato dal precedente scontro con Embryo, decide di aiutare Salako, riuscendo assieme a lei a provocare la chiusura della faglia. A quel punto, Ange decide di mettere fine alla guerra tra i due mondi fermando Embryo. |                  |         |
| 17 | L'angelo nero della distruzione 「黒の破壊天使」 - Kuro no hakai tenshi | 31 gennaio 2015  |         |
| 17 | Salako rivela ad Ange che presto verrà lanciato l'attacco finale per liberare Aura, e la ragazza chiede di potervi prendere parte, avendo deciso di rimanere sulla Terra quando la guerra sarà finita. Oltrepassato il portale, però, la squadra di invasione si ritrova in una trappola, alla mercé di tre ragna-mail che fanno scempio di un gran numero di draghi costringendoli ben presto a ritirarsi. Ange, Tusk e Vivian, rimasti soli, scoprono che alla guida dei mezzi nemici vi sono Ersha, Salya e Chris, che hanno giurato fedeltà ad Embryo assuefatte da lui e inebriate dalle sue promesse di un futuro migliore. Le tre, per ordine del loro signore, cercano di catturare Ange, ma all'ultimo momento il Vilkiss ancora una volta attiva il suo potere di teletrasporto portando Ange, Vivian e Tusk su Arzenal, dove vengono trovati dai superstiti dell'Aurora. |                  |         |
| 18 | Il mare del commiato 「決別の海」 - Ketsubetsu no umi | 7 febbraio 2015  |         |
| 18 | Ange, salita a bordo dell'Aurora, tenta di convincere le sue compagne della necessità di allearsi coi draghi per fermare il nemico comune, trovando però pochi consensi. Poi, quando si rende conto che Jill intende sì combattere al fianco dei draghi, ma solo per usarli come carne da cannone per facilitarsi la conquista di Mitsurugi e la conseguente sconfitta di Embryo, arrivando ad imprigionare Momoka per costringere Ange a schierarsi con lei, la ragazza decide di ammutinarsi, e assieme a Tusk, Momoka e Vivian abbandona il sottomarino per tentare di sconfiggere Embryo da sola. Subito dopo aver lasciato l'Aurora, però, i quattro sono nuovamente attaccati da Salya e le altre. |                  |         |
| 19 | L'accordatore del tempo 「時の調律者」 - Toki no chōritsu-sha | 14 febbraio 2015 |         |
| 19 | Lo scontro con i ragna-mail si Salya e le altre si rivela impossibile da vincere, e mentre Vivian e Tusk riescono a mettersi in salvo rientrando nel sottomarino Ange e Momoka vengono invece catturate. Ange, narcotizzata, si risveglia nel palazzo imperiale di Mitsurugi, divenuto la residenza di Embryo, dove nel tentativo di scappare si confronta con Ersha, Chris e Salya, ognuna delle quali ha giurato fedeltà ad Embryo in cambio di vedere realizzato il proprio più grande desiderio (una nuova vita per i bambini Norma per Ersha, un amico per Chris e uno scopo per Salya). Quindi, la ragazza si trova a tu per tu con lo stesso Embryo, che cercando di circuire Ange come fatto con le altre si vede però rifiutato grazie al ricordo di Ange del suo amore per Tusk. Intanto, sull'Aurora, Hilda sente Jill parlare nel sonno, invocando il nome di Embryo. |                  |         |
| 20 | L'anima di dio 「神の求魂」 - Kami no kyūkon | 21 febbraio 2015 |         |
| 20 | Embryo rivela ad Ange di voler procedere all'azzeramento delle civiltà di entrambi i mondi, da lui ritenute imperfette, per procedere alla creazione di una nuova in un mondo unificato, e chiede ad Ange di essere la sua regina. La ragazza, però, rifiuta fermamente, ma subito dopo si trova a dover fare i conti con i poteri mentali del suo nemico, che poco a poco iniziano a minare la sua resistenza. Intanto sull'Aurora, Hilda, resasi conto come tutti dell'inaffidabilità di Jill, organizza un ammutinamento imprigionando il capitano, che rivela a quel punto di essere colei che aveva fatto fallire Libertus anni prima dopo essere caduta a sua volta sotto il controllo di Embryo. Ottenuto il controllo della nave, Hilda e le altre corrono in aiuto di Ange, che anche grazie all'aiuto di Salya riesce a liberarsi e a scappare. |                  |         |
| 21 | Colui che è stato lasciato indietro 「遺されるもの」 - Nokosareru mono | 28 febbraio 2015 |         |
| 21 | Hilda e Rosalie, a cui si aggiungono anche Salako e le sue due guardie, raggiungono Mitsurugi in tempo per assistere Ange, ma nello scontro che ne segue Chris uccide senza pietà la giovane cadetta Marika per poi ritirarsi per evidente inferiorità numerica. Nel mentre Ange e Momoka, riuscite a scappare, sono tuttavia inseguite per tutta la città dagli abitanti dell'impero, controllati a piacimento da Embryo tramite la luce del Mana. Tusk, giunto in loro aiuto, tenta di affrontare Embryo, ma questi essendo immortale riesce facilmente a dileguarsi per poi raggiungere le due ragazze sulla cima di un palazzo, dove preso il controllo di Momoka tenta di usarla per uccidere il sopraggiunto Tusk. Momoka però, grazie ad Ange, torna in sé, e tenta a propria volta di uccidere Embryo, scagliandosi con lui contro una macchina in corsa per poi precipitare nel dirupo sottostante. Anche questo, però, non basta a sconfiggere il nemico, quindi allora Tusk, per mettere Ange in salvo, la ammanetta al proprio velivolo, inserendo il pilota automatico e facendolo allontanare. Quindi, per impedire ad Embryo di inseguirla, si fa apparentemente saltare in aria con una cintura esplosiva, e tutto quello che Ange può fare è osservare impotente la morte dei suoi due compagni. |                  |         |
| 22 | Necessario 「Necessary」 | 7 marzo 2015     |         |
| 22 | Sull'Aurora, draghi e Norma (cui si unisce anche Ersha, che decide di disertare dopo aver compreso la vera natura di Embryo) siglano un'alleanza contro il nemico comune preparandosi ad attaccare Mitsurugi, dove nel frattempo Embryo ha dato il via al proprio progetto di unione dimensionale, privando il mondo intero della luce del mana per convogliarlo su Aura e spingere i due mondi alla collisione. Ange, scampata al nemico, viene portata dal veicolo di Tusk sull'isola dove i due si erano conosciuti. Qui, di fronte all'apparente morte delle persone a lei più care, medita il suicidio, anche se alla fine non ha la forza di premere il grilletto. Alla fine, mentre osserva il tramondo, Tusk, sopravvissuto in qualche modo all'esplosione, ricompare vivo e vegeto accanto a lei, e Ange pazza di gioia si unisce finalmente a lui. Ma le sorprese non sono finite. Al termine di una lunga notte d'amore, infatti, Ange scopre che anche Momoka è sopravvissuta, così, ritrovate tutta la forza e la determinazione di prima, si prepara ad affrontare e sconfiggere definitivamente Embryo. |                  |         |
| 23 | Un mondo distorto 「ゆがむ世界」 - Yugamu sekai | 14 marzo 2015    |         |
| 23 | Embryo dà il via al processo di unione dimensionale, e contemporaneamente draghi e Norma, sferrano l'attacco al palazzo imperiale di Mitsurugi per liberare Aura assistiti dall'Aurora, che alzatasi in volo fa breccia nelle difese nemiche per poi abbattere la torre principale aprendo un varco ad Ange e Salako. Ange, nel mezzo della battaglia con Salya, incontra anche la sorella, con cui chiude definitivamente i conti dopo averla costretta gioco forza a superare il suo trauma permettendole di camminare di nuovo. Quindi, per permettere ad Ange di andare da Aura, una redenta Jill prende il suo posto nello scontro con Salya. |                  |         |
| 24 | Una battaglia senza un domani 「明日なき戦い」 - Asu naki tatakai | 21 marzo 2015    |         |
| 24 | Embryo, per impedire la liberazione di Aura, prende il controllo di tutti i ragna-mail sotto il suo comando, lanciandoli in attacchi kamikaze contro il nemico e mettendo così in pericolo le vite di Chris e Salya, che tuttavia, resesi conto della vera natura del loro signore, vengono salvate da Rosalie e Jill. Nonostante i tentativi del nemico, Ange e Salako riescono a raggiungere e a liberare Aura, ma per qualche motivo ciò non sembra essere sufficiente ad arrestare la fusione dimensionale. Nello stesso momento, poi, Jill riesce a prima vista ad immobilizzare Embryo, ma questi tutt'altro che sconfitto ferisce mortalmente la donna per poi, tornato in superficie, scomparire nel nulla assieme ad Ange. |                  |         |
| 25 | Al di là del tempo 「時の彼方で」 - Toki no kanata de | 28 marzo 2015    |         |
| 25 | Ange si risveglia in una sorta di mondo tra i mondi assieme ad Embryo, il quale le rivela di aver scoperto quel luogo moltissimo tempo prima, durante le sue ricerche sui viaggi dimensionali, ottenendo in questo modo l'immortalità ed enormi poteri fintanto che il suo vero corpo, quello che Ange ha ora di fronte, fosse rimasto integro. A Mitsurugi, Aura riesce a fermare temporaneamente l'unione dimensionale, quindi Tusk, grazie al legame speciale con Ange e all'aiuto del Vilkiss, riesce a creare un ponte dimensionale che conduce lui, Salako, Hilda e Salya nel mondo tra i mondi, dove al termine di un lungo combattimento Ange e Tusk riescono finalmente ad uccidere Embryo eliminando rispettivamente il suo ragna-mail e il suo vero corpo. Quindi, con i due mondi nuovamente scissi, Ange e tutti gli altri si ritrovano sulla Terra, dove decidono di stabilirsi per creare una nuova era di pace tra i Norma e i draghi, lasciando agli esseri umani, rimasti nell'altro mondo, il compito di risollevarsi da soli. |                  |         |

### Videogioco
Uno sparatutto per PlayStation Vita, intitolato Cross Ange: tenshi to ryū no rondo tr., è stato pubblicato il 28 maggio 2015. Il gioco presenta come protagonista un nuovo personaggio di nome Naomi, tramite il quale il giocatore potrà scegliere con quali eroine Norma legare di più.